# Đường Đại Tông
Đường Đại Tông (chữ Hán: 唐代宗; 11 tháng 11, 726 - 10 tháng 6, 779), húy Lý Dự (李豫), là vị Hoàng đế thứ 9 hay thứ 11 của nhà Đường trong lịch sử Trung Quốc. Ông trị vì từ năm 762 đến năm 779, tổng 17 năm.
Sau khi Loạn An Sử nổ ra (755) và cha ông là Đường Túc Tông lên ngôi, Lý Dự được phong làm Thiên hạ binh mã Nguyên soái, đại diện cho nhà Đường chống lại quân của An Lộc Sơn. Năm 758, sau khi lập công khôi phục lại được hai kinh (Trường An và Lạc Dương), Lý Dự được cha lập làm Hoàng thái tử. Đến năm 762 khi Túc Tông qua đời, Lý Dự được sự trợ giúp của hoạn quan Lý Phụ Quốc, chống lại âm mưu chính biến của Trương hoàng hậu rồi lên ngôi hoàng đế, tức Đại Tông. Năm 764, ông chính thức dẹp xong loạn An Sử.
Thời đại của Đường Đại Tông đánh dấu sự trỗi dậy của các Tiết độ sứ địa phương, khi họ chỉ còn thần phục nhà Đường trên danh nghĩa, một số Tiết độ sứ còn tự ý nhường ngôi cho con. Tình trạng phiên trấn cát cứ này đã dẫn đến sự chia cắt của Trung Quốc thành mười nước sau khi nhà Đường diệt vong. Đồng thời trong thời gian trị vì, tuy diệt trừ được hoạn quan Lý Phụ Quốc, nhưng chính Đại Tông lại trọng dụng nhiều hoạn quan khác, tiếp tục tình trạng hoạn quan tham chính từ thời Túc Tông.

## Tiểu sử
Đường Đại Tông bổn danh Lý Thục (李俶), tiểu danh Đông Lang (冬郎), là con trai trưởng của Đường Túc Tông Lý Hanh. Theo Cựu Đường thư, ông chào đời vào ngày 13 tháng 12 năm Khai Nguyên thứ 14 (tức 9 tháng 1 năm 727), còn Sách phủ nguyên quy (册府元龟) thì ghi nhận ông chào đời ngày 13 tháng 10 năm Khai Nguyên thứ 14 (tức ngày 11 tháng 11 năm 726) ở Thượng Dương cung, thành Trường An; dưới thời trị vì của ông nội ông, Đường Huyền Tông. Cứ theo lịch sử ký tái, Đường Đại Tông thường tổ chức lễ Thượng Thọ tiết vào tháng 10, nên khả năng cao Sách phủ nguyên quy lại chính xác hơn. Lúc ông sinh ra, cha ông Lý Hanh vẫn đang giữ tước vị Trung vương, Lý Thục cũng là người cháu trai lớn tuổi nhất trong hơn 100 người cháu của Đường Huyền Tông.
Ba năm sau (730), mẹ ông là Ngô phu nhân qua đời. Năm Khai Nguyên thứ 26 (738), sau khi Thái tử Lý Anh bị ép phải tự vẫn, cha của Lý Thục, tức Túc Tông Lý Hanh, được phong làm Hoàng thái tử. Năm Khai Nguyên thứ 29 (741), Lý Thục được phong tước Quảng Bình quận vương (廣平郡王) Sau được phong Sở vương (楚王).  Theo sử sách mô tả, Lý Thục là người trầm tĩnh, cương nghị, cảm xúc thường không biểu lộ ra nét mặt. Bản tính ông cũng ham học và nhân hiếu, do vậy được ông nội là Đường Huyền Tông yêu quý. Sau này, Huyền Tông chọn con gái của Bí thư giám Thôi Tuân (崔峋) và Hàn Quốc phu nhân Dương thị, cháu gái Dương Quý Phi là Thôi thị gả cho Lý Thục.

## Nguyên soái chống quân Yên

### Khuyên cha quyết chiến
Tháng 11 năm Ất Mùi (755), An Lộc Sơn khởi binh tạo phản ở căn cứ Phạm Dương, chính thức mở đầu loạn An Sử. Quân An do có sự chuẩn bị từ trước, nên đánh đâu thắng đó, chỉ chưa đầy một năm đã chiếm được nhiều căn cứ quân sự quan trọng của nhà Đường như Đông Đô Lạc Dương, Đồng Quan, Nghiệp Thành... và chuẩn bị đánh vào Trường An.
Ngày 14 tháng 7, ông nội Đường Huyền Tông bỏ khỏi Trường An, chạy về đất Thục lánh nạn. Khi đến trạm dịch Mã Ngôi, các tướng sĩ nổi dậy, giết chết anh Dương Quý Phi là Tể tướng Dương Quốc Trung, rồi buộc Huyền Tông ban chết cho Quý phi. Lúc bấy giờ nội bộ quân Đường dao động, chia rẽ, nhiều người đào ngũ, Huyền Tông do đó không hi vọng có thể về Trường An nữa, nên quyết chí đến Thục. Bá tánh trong thành kêu khóc xin vua ở lại, Huyền Tông bèn cử thái tử đến ủy lạo họ. Lúc đó, dân chúng trong thành lại xin thái tử ở lại lãnh đạo. Lý Thục cùng em trai là Kiến Ninh vương Lý Đàm, hoạn quan Lý Phụ Quốc cũng có ý kiến rằng nếu thái tử cũng bỏ Trường An thì chẳng khác nào giao cả Trung Nguyên cho địch. Thái tử bèn sai Lý Thục đến báo việc này và xin ý kiến của Huyền Tông.
Được tin đó, Huyền Tông tỏ ý bằng lòng cho thái tử ở lại lãnh đạo kháng chiến, nhưng còn bản thân vẫn tiếp tục bỏ trốn về Ba Thục. Lý Thục theo cha tiếp tục giao chiến với quân An, sau đó chiếm lại được Linh Vũ. Ngày 13 tháng 8 năm 756, do sự thúc giục của quần thần, Thái tử đăng cơ xưng đế, tức là Đường Túc Tông. Túc Tông được hai tướng Quách Tử Nghi và Lý Quang Bật hỗ trợ, thế lực của nhà Đường dần được phục hồi.

### Nhận chức Nguyên soái
Khi lực lượng đã phát triển trở lại, Đường Túc Tông có ý muốn chọn một người con trai thay mặt mình là Thiên hạ binh mã nguyên soái để chỉ huy lực lượng quân triều đình chống lại phản tặc. Thấy rằng người con trai thứ ba của mình là Kiến Ninh vương Lý Đàm (tức em trai Lý Thục) có tài năng, Túc Tông muốn phong cho chức này. Ẩn sĩ Lý Bí, vốn là bạn thân của Túc Tông, lên tiếng can ngăn vì thời thế loạn lạc lòng người chỉ hướng về Nguyên soái, trong khi ngôi Thái tử cần phải dành cho người con trưởng. Nhưng nếu Lý Đàm lập được đại công thì Túc Tông không muốn phong làm thái tử cũng không được; và sau đó khuyên vua nên phong chức Nguyên soái cho hoàng tử trưởng, tức Lý Thục. Túc Tông nghe theo đề xuất này, quyết định phong cho Lý Thục là Thiên hạ binh mã nguyên soái, nắm quyền chỉ huy cao nhất trong quân.
Đầu năm 757, một cuộc tranh chấp nổ ra trong nội bộ triều đình lưu vong khi Trương hoàng hậu liên kết với Nội giám Lý Phụ Quốc, kết bè đảng trong triều. Kiến Ninh vương Lý Đàm nhiều lần tấu với Túc Tông xin trừ đi. Trương Hoàng hậu tức giận, cùng Lý Phụ Quốc dâng sớ đàn hặc, vu cáo Lý Đàm muốn giết Lý Thục để tranh ngôi thái tử. Đầu năm 757, Túc Tông hạ lệnh ép Lý Đàm phải uống rượu độc tự sát. Sau khi diệt được Lý Đàm, Trương hoàng hậu lại tiếp tục tìm cách đối phó với Lý Thục và Lý Bí. Lý Thục có ý lo sợ, định mời sát thủ ám sát Trương hoàng hậu và Lý Phụ Quốc, nhưng cuối cùng nghe theo lời khuyên can của Lý Bí nên không ra tay.
Lý Thục sau khi nhận chức đã ra sức chiêu mộ thêm binh sĩ từ những người dân lưu tán. Khi quân của Túc Tông tiến đến Bành Nguyên thì Lý Thục cũng chiêu mộ được khoảng gần vạn người. Sang giữa năm 757, khi chiến sự diễn ra ác liệt, các tướng Phùng Quản, Quách Tử Nghi nhiều lần ra trận thất lợi, quân An lại thừa cơ phản kích, tình thế của quân đội nhà Đường trở nên nguy khốn. Lý Thục bình tĩnh ứng phó, một mặt ông cho bổ sung những người khỏe mạnh vào quân đội; mặc khác ra sức đãi ngộ, lấy lòng tướng sĩ, do đó sĩ khí trong quân phấn chấn trở lại.

### Giành lại hai kinh
Trong năm 757, Túc Tông muốn phong cho Lý Thục làm Hoàng Thái tử kế vị, nhưng Lý Thục cho rằng nội loạn vẫn chưa dẹp yên nên chưa dám đảm đương ngôi vị thái tử, xin Túc Tông hoãn lại ngày khác.
Mùa hạ năm đó, vua Hồi Hột là Bì Già Khuyết sai con là Vương tử Diệp Hộ đến trợ giúp nhà Đường chống quân An (lúc này An Lộc Sơn đã bị con là An Khánh Tự giết chết). Túc Tông giao hẹn với Hồi Hột rằng nếu ngày sau khôi phục Trường An thì tất cả của cải gắm vóc, Hồi Hột có thể tự ý chiếm lấy; còn Lý Thục lại xin vua cha cho mình cùng Diệp Hộ kết nghĩa anh em. Túc Tộng và Diệp Hộ đều bằng lòng.
Tháng 9 năm 757, Lý Thục dẫn theo quân đội nhà Đường tấn công vào thành Trường An. Quân An nhanh chóng thua trận, phải rút khỏi Trường An. Diệp Hộ cũng nhân dịp này, viện lời hứa của Túc Tông, muốn cướp bóc và giết chóc dân chúng trong thành. Lý Thục đích thân đến chỗ Diệp Hộ để ngăn chặn. Ông nói
Nay nếu cướp bóc ở Tây Kinh thì dân Đông Kinh (Lạc Dương) tất lo sợ mà kháng cự lại.
Và hẹn với Diệp Hộ sau khi chiếm được Đông Kinh sẽ cho quân Hồi Hột tha hồ cướp bóc. Sau đó ông lại hạ lệnh cho quân sĩ không được quấy nhiễu, cướp phá của cải trong dân. Hành động này của Lý Thục cũng đã giải cứu dân trong thành Trường An khỏi một cuộc tàn sát đẫm máu, do vậy phụ lão trong thành rất cảm phục ông.
Sau khi giành lại Trường An, tướng Bộc Cố Hoài Ân thỉnh cầu Lý Thục cấp tốc đưa binh truy kích quân An, nhưng Lý Thục viện lẽ quân đội còn mệt mỏi, nên hoãn lại. Đến tháng 10 năm đó, Lý Thục mới cùng Diệp Hộ thẳng tiến đến Lạc Dương. Chỉ trong vòng vài tuần, quân đội nhà Đường đã tiêu diệt hơn một nửa binh lực của An Khánh Tự. Ngày 18 tháng 10, liên quân Đường - Hồi Hột vào đến thành Lạc Dương, hoàn thành công cuộc khôi phục hai kinh. Lúc đó, Diệp Hộ lại cho quân sĩ cướp bóc trong toàn Đông Đô, Lý Thục hay tin bèn đem một số lụa tốt đến hối lộ cho binh sĩ Hồi Hột để giảm bớt sự hung hăng cướp bóc của chúng. Lúc đầu, Lý Thục hạ lệnh sẽ tha cho những cựu thần cũ đã hàng Yên, nhưng sau đó đổi ý, cho bắt hết bọn họ, giải về Lạc Dương. Về sau, Túc Tông cho xử phạt những cựu thần này theo thứ bậc nặng nhẹ.

## Làm Hoàng thái tử
Công cuộc khôi phục hai kinh hoàn thành, Lý Thục được Túc Tông tiến phong cho một tước vị cao cấp hơn là Sở vương (楚王). Đến tháng 3 ÂL năm 758, ông được đổi phong làm Thành vương (成王). Sang ngày 29 tháng 5, ông được chính thức lập làm Hoàng thái tử. Túc Tông cũng cho đổi tên của ông từ Lý Thục thành Lý Dự (李豫). Tuy nhiên lúc đó, Trương hoàng hậu không phục ông mà muốn ngôi vị Thái tử phải thuộc về con trai mình là Hưng vương Lý Thiệu. Thái tử Lý Dự do đó rất lo sợ, nên tỏ ra khiêm nhường và cung kính đối với Hoàng hậu. Năm 759, Lý Thiệu bệnh chết, trong khi người con trai còn lại của Hoàng hậu là Định vương Lý Đồng còn nhỏ tuổi, nên ngôi vị của Lý Dự tạm thời không bị đe dọa.
Từ năm 762, Túc Tông lâm bệnh nặng, bèn giao thái tử Lý Dự giám quốc. Đến tháng 5 năm đó, do bị kích động vì cái chết của Thái thượng hoàng Huyền Tông nên bệnh của Túc Tông hoàng đế càng trở nặng thêm. Lúc này, Trương hoàng hậu và Lý Phụ Quốc sinh ra mâu thuẫn và trở mặt với nhau. Lúc Túc Tông sắp mất, Trương hoàng hậu bàn với Lý Dự nên giết chết Lý Phụ Quốc cùng đồng đảng là Trình Nguyên Chấn vì tội chuyên quyền, nhưng Lý Dự cho rằng lúc này không thích hợp để làm việc đó. Trương hoàng hậu từ đó cũng sinh ra lo sợ vì Lý Dự có công lao to, nếu để ông lên ngôi vua thì bà ta sẽ rất khó kiềm chế được, nên chuyển sang ủng hộ Nhị hoàng tử là Việt vương Lý Hệ; và cho tuyển hơn 200 dũng sĩ, giả làm hoạn quan, bố trí trong cung để giết Lý Dự.
Ngày 14 tháng 5, Trương hậu giả mệnh của Đường Túc Tông, triệu Lý Dự vào cung để giết chết. Tuy nhiên việc này bị Lý Phụ Quốc và Trình Nguyên Chấn phát hiện được, bèn báo cho Thái tử Lý Dự biết. Đêm hôm đó, hai người này dẫn binh vào Lăng Tiêu môn, bắt Trương hoàng hậu, Việt vương Lý Hệ cùng bè đảng là bọn Chu Quang Huy, Mã Anh Tuấn. Ông sai giam Hoàng hậu Trương thị ở biệt điện.
Ngày 16 tháng 5, Túc Tông qua đời. Sau đó Lý Phụ Quốc và Trình Nguyên Chấn đón Lý Dự đến cửa Cửu Tiêm, gặp quần thần. Ngày Kỉ Tị (20) tháng 4 (18 tháng 5), Lý Dự lên ngôi hoàng đế ngay trước linh cữu vua cha, trở thành Đường Đại Tông, đặt niên hiệu Bảo Ứng. Đồng thời Lý Phụ Quốc sai giết chết Trương hoàng hậu cùng hai hoàng tử Lý Hệ, Lý Giản.

## Làm Hoàng đế

### Loại bỏ Lý Phụ Quốc
Ngay sau khi lên ngôi, Đại Tông cho lập con trai trưởng của mình là Phụng Tiết vương Lý Quát làm Thiên hạ binh mã nguyên soái, nắm quyền chỉ huy tối cao các đội quân trong nước. Mẹ ông là Ngô thị được truy phong làm Hoàng thái hậu.
Lý Phụ Quốc ỷ thế có công lập Đại Tông lên ngôi, nên cậy thế lộng quyền, tuyên bố trước mặt ông: 
Đại gia (chỉ Đại Tông) chỉ nên an cư ở cấm cung, ngoại sự cứ đế lão nô tự quyết.
Đại Tông vô cùng tức giận, bèn nảy ý loại trừ Phụ Quốc, tuy nhiên tiến hành thật kín đáo. Ngày 24 tháng 5, Đại Tông phong Phụ Quốc làm Thượng phụ rồi Trung thư lệnh (31 tháng 5) và giao cho xử lý mọi việc trong triều, Trình Nguyên Chấn cũng được phong chức Tả giám môn vệ tướng quân. Một số đại thần không ăn cánh với Phụ Quốc bị bắt lưu đày. Trong khi đó, tể tướng Nguyên Tái, dưới sự khống chế của Lý Phụ Quốc, đã tâu xin Đại Tông lưu đày cựu tể tướng Tiêu Hoa làm Tư mã Hạp châu.
Tuy nhiên đến tháng 6 cùng năm, Đại Tông quyết định tước bớt quyền lực của Lý Phụ Quốc, bỏ chức Hành quân tư mã, Binh bộ thượng thư và ép ra ở phủ đệ bên ngoài. Phụ Quốc lo sợ, dâng biểu từ chức lên triều đình, Đại Tông không thèm từ chối, bãi chức Thượng thư lệnh của Phụ Quốc, nhưng sau phong làm Bác Lục vương. Đến ngày 8 tháng 11 năm 762, có thích khách đột nhập vào phủ Lý Phụ Quốc, chém chết Phụ Quốc rồi mang theo thủ cấp cùng một cánh tay của hắn rồi trốn mất. Đại Tông cho điều tra trong một thời gian ngắn rồi nhanh chóng cho kết thúc, do đó có tin đồn thích khách giết Lý Phụ Quốc làm theo lệnh của Đại Tông.. Trình Nguyên Chấn vẫn được nắm quyền lực và tỏ ra lộng quyền, hãm hại nhiều tướng lĩnh khác trong suốt thời gian làm tể tướng.

### Chấm dứt loạn An Sử
Sau khi dẹp yên Lý Phụ Quốc, Đại Tông tiếp tục hoàn thành công cuộc dẹp loạn An Sử còn dở dang dưới thời vua cha. Cùng năm 762 Đại Tông sai sứ sang công nhận vương quốc Bột Hải là một vương quốc nhằm khiến cho vua Bột Hải Văn Vương đừng thừa cơ nhà Đường còn loạn An Sử mà xâm phạm biên cương. Vua Bột Hải Văn Vương phái con trưởng là thế tử Đại Hoành Lâm đi sứ sang nhà Đường để đáp lễ với vua Đường Đại Tông.
Bấy giờ Sử Tư Minh bị con là Sử Triều Nghĩa giết để đoạt ngôi, thế lực của quân Yên suy yếu hơn trước, lại vấp phải sự tấn công liên tục của nhà Đường. Sử Triều Nghĩa phải bỏ Lạc Dương, chạy về Tống châu và bị vây hãm, nhưng thế lực vẫn còn. Ngay tháng 6 năm 762, quân của Sử Triều Nghĩa bị Duyện Vận Tiết độ sứ Điền Thần Công đại phá.
Thấy mình liên tiếp thua trận, Sử Triều Nghĩa tìm cách lôi kéo sự ủng hộ của Khả hãn Hồi Hột, vốn là đồng minh của nhà Đường. Đại Tông cũng sai Lưu Thanh Đàm đến thiết lập lại liên minh với Hồi Hột, nhưng bị Đăng Lý Khả hãn hạ nhục. Thanh Đàm từ Hồi Hột gửi thư về báo rằng Hồi Hột đã chuẩn bị 10 vạn quân định kéo về Trường An, toàn thành Trường An đều lo sợ. Đại Tông sai Bộc Cố Hoài Ân đến chiêu dụ. Đăng Lý vốn thân tình với Hoài Ân bèn đổi ý, chấp nhận lập lại liên minh với Đường để chống quân Yên. Đáp lại, Đại Tông sai Ung vương Thích đến Thiểm châu định ước với Hồi Hột. Sau đó, Bộc Cố Hoài Ân cùng tướng Hồi Hột là Tả Sát được cử làm tiên phong thống lĩnh liên quân hai nước, cùng các tướng dưới quyền tiến công mạnh mẽ vào các thành trì cuối cùng của Yên. Tháng 10 năm 762, quân Đường tiến đánh và chiếm Lạc Dương, quân Yên thiệt hại đến 80.000. Triều Nghĩa đành phải bỏ trốn. Quân Hồi Hột nhân cơ hội vào Lạc Dương đã thẳng tay cướp bóc và chém giết người dân, khiến Đông Đô trở nên hoang tàn.
Sử Triều Nghĩa liên tiếp thất bại, cuối cùng bị tướng cũ là Lý Hoài Tiên truy đuổi đến đường cùng, phải tự tử trong rừng. Loạn An Sử chính thức được dẹp yên. Các Tiết độ sứ nước Yên đều xin hàng nhà Đường, như Trương Hiếu Trung, Tiết Tung (cháu chắt của Tiết Nhân Quý), Trương Trung Chí (sau Đại Tông đổi tên thành Lý Bảo Thần), Điền Thừa Tự, Lý Hoài Tiên, Lý Chính Kỷ (người gốc Cao Ly). Đại Tông theo thỉnh cầu của Bộc Cố Hoài Ân, hạ lệnh giữ nguyên chức vị của các Tiết độ sứ này và vẫn cho họ cai quản các trấn ở phía bắc.

### Thổ Phồn chiếm Trường An
Mùa thu năm 763, theo thỉnh cầu của quần thần, Đại Tông tự xưng tôn hiệu là Bảo Ứng Nguyên Thánh Văn Vũ Hiếu hoàng đế. Không lâu sau, Thổ Phồn bất ngờ cho quân tấn công vào các châu gần biên giới. Các tướng lũ lượt cáo cấp về triều, song Trình Nguyên Chấn giấu giếm không báo với Đại Tông. Đến tháng 11, Thổ Phồn tiến vào Kính châu rồi Bân châu thì Đại Tông mới hay tin. Trong lúc triều đình chưa nghĩ ra cách đối phó thì Thổ Phồn chiếm tiếp các vùng Phụng Thiên, Vũ Tông, uy hiếp kinh sư. Đại Tông mới cử Lý Quát cùng Quách Tử Nghi dẫn quân ra Hàm Dương chống 20 vạn quân Thổ Phồn. Quách Tử Nghi sai người vào triều xin viện binh nhưng Trình Nguyên Chấn vốn ghét Tử Nghi, nên không cho. Quân Đường lại thất bại thêm mấy trận, Quách Tử Nghi phải bỏ Hàm Dương về kinh. Ngày 16 tháng 11, Đại Tông thấy Thổ Phồn đã đến rất gần, lại không thấy có viện binh đến, bèn quyết định trốn khỏi Trường An, đến Thiểm Châu. Một số thân vương triều Đường, dẫn đầu là Lý Củng (con của Đường Huyền Tông) định rước Thổ Phồn vào kinh. Quách Tử Nghi đem binh về kinh, bắt được các thân vương mưu phản, giao đến cho Đại Tông. Đại Tông ép Phong vương Lý Củng phải tự sát..
Cuối năm đó, Thổ Phồn tiến vào Trường An. Tướng Phiên Mã Trọng Anh ban lệnh lập cháu đời thứ năm của Đường Cao Tông, cháu nội Bân vương Lý Thủ Lễ là Quảng Vũ vương Lý Thừa Hoành làm hoàng đế. Quân Thổ Phồn vơ vét hết của cải trong phủ khố và cướp bóc của dân, khiến lòng người oán hận.
Đại Tông phong Quách Tử Nghi làm Phó nguyên soái Quan Nội, hợp quân ở Thương châu. Các Tiết độ sứ cũng nhanh chóng đưa quân đến cứu giá. Tử Nghi cho tiến quân từ Lam Điền đến Trường An, rồi dùng kế nghi binh, phô trương thanh thế khiến Thổ Phồn hoảng sợ. Sau hơn 10 ngày đóng ở Trường An, Thổ Phồn cho lui quân vào ngày 30 tháng 11, tuy nhiên các châu ở vùng Kiếm Nam rơi vào tay Thổ Phồn, nhà Đường không giành lại được. Sau việc này, Đại Tông trị tội dối vua của tể tướng Trình Nguyên Chấn, tước hết quan tước và đuổi khỏi triều đình; còn ngụy hoàng đế Lý Thừa Hoành bị đày đến Hoa châu. Từ đó, quyền lực trong triều rơi vào tay tể tướng Nguyên Tái cùng hoạn quan Ngư Triều Ân.

### Cuộc nổi loạn của Bộc Cố Hoài Ân
Từ sau khi đưa quân dẹp loạn An Sử, thế lực của Bộc Cố Hoài Ân ngày càng to, nắm trọn phần lớn đất Hà Bắc và Sóc Phương. Nhờ cầm quân lâu năm, Hoài Ân đã chiêu dụ được nhiều tướng lĩnh và binh sĩ về phe mình, bắt đầu này ý phản loạn. Từ sau khi thiết lập liên minh với Hồi Hột, nhiều tướng nghi ngại rằng Hoài Ân là cha vợ của Khả hãn Đăng Lý nên ngấm ngầm kết giao với Hồi Hột, có Tân Vân Kinh và Lạc Phụng Tiên sớ tố cáo lên Đại Tông. Đại Tông nể sợ thế lực của Hoài Ân, nên thường cố tình cho qua không hỏi đến, nhưng cũng không trị tội những người tố cáo Hoài Ân khiến Hoài Ân sinh ra bất mãn. Năm 764, Đại Tông phong Ung vương Lý Quát làm Hoàng thái tử. Mẹ của Thái tử là phu nhân Thẩm thị bị mất tích sau loạn An Sử, Đại Tông nhiều lần sai sứ tìm kiếm mà không có kết quả.
Tháng hai năm 764, Đại Tông sai Nhan Chân Khanh đến triệu Bộc Cố Hoài Ân về triều, nhưng sợ Hoài Ân không theo; bèn hỏi kế của Phần Châu biệt giá Lý Bão Chân rồi quyết định phong Quách Tử Nghi, người mà Hoài Ân e ngại, làm Tiết độ sứ Sóc Phương để khiến Hoài Ân lo sợ mà phải về triều hỏi nguyên do. Nhưng Hoài Ân lúc này đang nắm giữ Hà Đông, lại liên kết với Lý Kiệt Thành mưu phản Đường, trước tiên chiếm Thái Nguyên, nhưng việc bị Tân Vân Kinh phát hiện. Đại Tông lại phong Quách Tử Nghi làm Quan Nội, Hà Đông phó soái, Hà Trung Tiết độ đẳng sứ rồi Sóc Phương tiết độ đại sứ để đánh diệt. Tướng sĩ của Hoài Ân nghe tin tỏ ra dao động và bỏ sang hàng Tử Nghi, trong khi con trai của Hoài Ân là Bộc Cố Sướng bị quân Đường giết chết. Hoài Ân lo sợ, bèn bỏ chạy về Linh Vũ.
Bộc Cố Hoài Ân ở Linh Vũ đã tập hợp lại lực lượng. Đại Tông nhiều lần sai sứ đến thuyết phục Hoài Ân quy phục nhưng không có kết quả. Sau đó, Hoài Ân lại liên kết với 10 vạn quân Hồi Hột và Thổ Phiên xâm chiếm các đất ở biên cương, chiếm được Phụng Thiên . Đại Tông lại cử Quách Tử Nghi thu phục lại Phụng Thiên. Quân Thổ Phiên bị quân của Quách Tử Nghi đánh bại nhiều trận, cuối cùng sợ hãi rút quân về nước. Trong khi Hoài Ân đang nổi dậy thì trong triều, Khoảng thời gian này, tướng Lưu Yên thực hiện công trình khai thông Bân Giang để thiết lập lại con đường vận chuyển lương thực từ Lạc Dương qua Hoàng Hà, Hoài Hà đến Trường An, Trường An lại có nguồn cung cấp thực phẩm đầy đủ. Sau trận thắng Hoài Ân, Đại Tông muốn phong Quách Tử Nghi làm Thượng thư lệnh, một chức vụ mà trước đó chỉ có Đường Thái Tông từng đảm nhận, nhưng Tử Nghi từ tạ không nhận.
Tháng 9 năm 765, Bộc Cố Hoài Ân lại dẫn theo quân Hồi Hột, Thổ Phiên, Đảng Hạng, Thổ Cốc Hồn tổng cộng đến hơn 100.000 người nói dối họ là Quách Tử Nghi đã qua đời nên cùng nhau vào đánh nhà Đường. Thành Trường An lại bị uy hiếp, Đại Tông cử Quách Tử Nghi từ Kim Dương ra chống. Giữa lúc đó Hoài Ân bệnh chết, Quách Tử Nghi kích động Hồi Hột trở mặt với Thổ Phiên. Liên quân Đường và Hồi Hột nhân đêm tối truy kích, khiến Thổ Phiên thất bại nặng nề, phải tháo lui. Cuộc nổi loạn của Bộc Cố Hoài Ân đến đó là dứt.
Sang năm 767, Thổ Phiên vẫn quấy nhiễu biên giới nhà Đường. Quách Tử Nghi giữ chức Phó nguyên soái, đóng quân ở Hà Trung và Mân Châu, lãnh trách nhiệm phòng thủ khiến quân địch không vào được. Trong những năm sau đó, Thổ Phiên thường xâm phạm biên giới nhưng bị đánh bại luôn, không thể vào sâu như trước.

### Vấn nạn phiên trấn
Tết Nguyên đán năm 765, Đại Tông cải nguyên là Vĩnh Thái. Trong thời gian này, phiên trấn các nơi bắt đầu phát triển thế lực và từng bước li khai với triều đình. Tiết độ sứ Bình Lư Hầu Hi Dật bị bộ tướng Lý Chánh Chỉ trục xuất. Chánh Kỉ nắm quyền ở Bình Lư, kết thông gia với Tiết Độ sứ Đông Đạo Lương Sùng Nghĩa để hỗ trợ lẫn nhau. Còn ở Hà Bắc, có thế lực của Tiết độ sứ Thành Đức Lý Bảo Thần, Tiết độ sứ Ngụy Bác Điền Thừa Tự, Tiết độ sứ Tương Vệ Tiết Tung, Tiết độ sứ Lư Long Lý Hoài Tiên, trấn nào cũng có hơn vạn binh. Các trấn ỷ có thế lực lớn, tỏ ra khinh thường quan lại triều đình. Triều đình ngày càng bất lực, không thể ức chế được.
Tháng 5 năm 765, Tiết độ sứ Kiếm Nam là Sử Nghiêm Vũ chết, Đại Tông cử Quách Anh Nghệ đến thay làm Tiết độ sứ, nhưng Anh Nghệ bị tướng dưới quyền Thôi Cán chống lại rồi bị giết. Các tướng thân tín của Quách Anh Nghệ lấy cớ báo thù, đem quân đánh Thôi Cán. Năm 766, triều đình cử Đỗ Hồng Tiệm đến Thục dẹp loạn, lại phong Trương Hiến Thành làm Tiết độ sứ ở Kiếm Nam và Đông Xuyên, cho Thôi Cán làm thứ sử Mậu Châu. Tháng 3 ÂL năm đó, quân của Thôi Cán đánh tan quân của Hiến Thành. Đỗ Hồng Tiệm vừa đến Thục, nghe tin đó vội lấy lòng của Thôi Cán, rồi tấu về triều cho Thôi Cán làm Tiết độ sứ, các tướng trung thành với Anh Nghệ bị đưa đến các châu khác.
Cũng năm 766, Giám quân Thiểm châu Vương Chí Bân bị Chu Trí Quang ám sát. Đại Tông cũng công nhận Trí Quang nắm việc quân ở Thiểm châu, nhưng Trí Quang tỏ ra khinh thường, không chịu nhận. Quách Tử Nghi nhiều lần xin đưa quân thảo phạt, Đại Tông không thuận. Mãi đến đầu năm 767, Đại Tông mới cho Quách Tử Nghi thảo phạt Chu Trí Quang và đánh dẹp được. Cùng năm 767 An Nam đô hộ Trương Bá Nghi cho đắp thành Đại La ở An Nam đô hộ phủ.
Mối quan hệ song phương giữa nhà Đường và vương quốc Bột Hải ngày càng thân thiện. Từ năm 766 đến năm 779, có 25 đoàn sứ giả từ vương quốc Bột Hải đến nhà Đường để bày tỏ sự tôn trọng của vua Bột Hải Văn Vương đối với Đại Tông.
Tháng 4 năm 768, Trương Hiến Thành bị bệnh, cử em là Hiến Cung lên thay làm Tiết độ sứ, Đại Tông chính thức công nhận.
Năm 768, Lý Hoài Tiên ở Lư Long bị thủ hạ là Chu Hi Thải và Chu Thử, Chu Thao (em Chu Thử) ám sát. Hi Thải tự xưng Lư Long lưu hậu. Lý Bảo Thần ở Thành Đức đem quân thảo phạt (nhưng thất bại), triều đình cũng cử Vương Tấn đến Lư Long làm Tiết độ sứ để trấn áp, Chu Hi Thải dùng nghiêm binh uy hiếp, Vương Tấn lượng sức không chống lại được, bèn quyết định trở về kinh. Cuối năm đó, Đại Tông buộc phải cho Hi Thải làm Tiết độ sứ Lư Long. Đến đầu năm 770, Đại Tông lệnh cho Nguyên Tái dời Lý Bão Ngọc làm Sơn Nam Tây Đạo tiết độ sứ, dời đến Trưu Trất. Quân sĩ ở Phượng Tường vốn trung thành với Bão Ngọc, nghe tin bèn đốt phá Phượng Tường trong một vài ngày mới thôi.
Mùa hạ năm 770, Tiết độ sứ Kinh Nam Vệ Bá Ngọc có tang mẹ, triều đình cử Vương Ngang đến thay. Bá Ngọc không chấp nhận, sai tướng chống lại Vương Ngang. Đại Tông đành hạ chiếu khôi phục chức Tiết độ sứ cho Vệ Bá Ngọc.
Khoảng năm 770 đó (Giữa niên hiệu Đại lịch nhà Đường 766–779), ở An Nam đô hộ phủ có loạn do người bản địa là anh em Phùng Hưng, Phùng Hải đem quân đi tuần các ấp lân cận, đánh đâu được đấy. Phùng Hưng đổi tên là Cự Lão hiệu là Đô Quân, Phùng Hải cũng đổi tên là Cự Lực, hiệu là Đô Bảo. Phùng Hưng dùng kế của người Đường Lâm là Đỗ Anh Hàn đem binh tuần hành mấy châu Đường Lâm, Trường Phong tất cả đều quy thuận, uy danh chấn động, muốn đánh lấy thành Tống Bình của An Nam Đô hộ phủ.
Trong các năm 772 đến 774, quân Hồi Hột nhiều lần tiến sang công phá chùa Hồng Lư, bắt một số người, lại còn giao tranh với sở ti ở đó. Đại Tông phải sai sứ đến dụ Hồi Hột lui về. Trong khi đó, Thổ Phiên ngày càng lớn mạnh, mỗi năm đều tiến sang xâm phạm Trung Nguyên, triều đình không sao trừ được hẳn.
Tháng 8 năm 772, Tiết độ sứ Lư Long Chu Hi Thải bị tướng dưới quyền Lý Hoài Viện giết chết. Chu Thử đem quân dẹp loạn rồi tự xưng là lưu hậu ở Lư Long.. Sau này Chu Thử đến Trường An làm quan trong triều, trấn Lư Long giao cho Chu Thao cai quản. Sau này Chu Thử rất được Đại Tông tin tưởng, phong làm Đồng bình chương sự (776) đến thời Đức Tông thì nổi loạn chống Đường.
Tháng giêng năm 773, Tiết độ sứ Chiêu Nghĩa là Tiết Tung (cháu chắt của Tiết Nhân Quý) qua đời. Con trai của Tiết Tung là Tiết Bình năm đó mới 12 tuổi, các quan tại trấn muốn đưa Tiết Bình lên giữ làm lưu hậu, nhưng Tiết Bình từ chối, nhường cho thúc phụ là Tiết Ế, lấy cớ chịu tang, xin về triều. Tiết Ế tự lập lên thay làm Tiết độ sứ Chiêu Nghĩa. Đường Đại Tông buộc phải công nhận Tiết Ế là Chiêu Nghĩa lưu hậu. Sau đó Tiết độ sứ Vĩnh Bình Lệnh Hồ Chương cũng mất, có chiếu phong Lý Miễn đến thay chức. Trong khi đó Điền Thừa Tự ở Ngụy Bác thế lực ngày càng lớn, lại muốn sau khi mình mất thì cho con lên thay làm Tiết độ sứ. Để lấy lòng Điền Thừa Tự, Đại Tông đem con gái là công chúa Vĩnh Lạc gả cho con trai Thừa Tự là Điền Hoa (774), nhưng Thừa Tự lại ỷ thế đó trở nên kiêu ngạo hơn.
Tháng 1 năm 775, Điền Thừa Tự dụ tướng lại ở Chiêu Nghĩa nổi loạn. Được Điền Thừa Tự khuyến khích, tướng Bùi Chí Thanh đuổi Chiêu Nghĩa lưu hậu Tiết Ế (cháu chắt của Tiết Nhân Quý) rồi dẫn người quy hàng Điền Thừa Tự. Tiết Ế bỏ chạy, Điền Thừa Tự lại nhân đó đưa quân tiến công vào Tương châu và Bôn châu thuộc trấn Chiêu Nghĩa. Tiết Ế xin nương nhờ triều đình, được Đại Tông chấp thuận. Đường Đại Tông sai Tôn Tri Cổ đến tuyên chỉ bảo Điền Thừa Tự không nên gây chiến nhưng Điền Thừa Tự không nghe. Điền Thừa Tự còn sai Lư Tử Kì tấn công Bôn châu, Dương Quang Triều tấn công Vệ châu, giết thứ sử Tiết Hùng (con cháu của Tiết Nhân Quý). Điền Thừa Tự còn bức Tôn Tri Cổ phải lệnh cho tướng giữ ở Từ châu và Tương châu dâng đất cho ông ta. Quân Ngụy Bác liên tiếp chiếm được các châu Cứ, Tương, Vệ và khống chế các châu này, cử tướng thân tín trấn giữ, do đó trấn Ngụy Bác được mở rộng và ngày một lớn mạnh hơn. Hai châu còn lại thuộc Chiêu Nghĩa do triều đình quản lý. Triều đình đem hai châu còn lại sáp nhập vào vùng Trạch Lộ, đổi tên trấn này thành Chiêu Nghĩa.
Tháng 3, quân ở Thiểm Châu nổi dậy đuổi binh mã sử Triệu Lệnh Trâm. Đại Tông sai Hoài Tây Tiết độ sứ Lý Trung Thần đến xét xử. Trong khi đó, Điền Thừa Tự có hiềm khích với Lý Bảo Thần nên Bảo Thần dâng biểu xin triều đình đánh dẹp Thừa Tự. Vua sai quân các trấn xung quanh kéo đến tấn công Ngụy Bác. Ban đầu, quân các trấn đại thắng quân Ngụy Bác nhiều trận. Đúng lúc đó, Đại Tông sai Mã Thừa Sai đến chỗ Lý Bảo Thần để khao quân và thưởng công. Bảo Thần mang quà tặng Thừa Sai nhưng Thừa Sai tỏ ra không hài lòng và ném xuống đất, khiến Bảo Thần tức giận. Điền Thừa Tự chớp cơ hội, sai sứ thuyết phục Lý Bảo Thần liên kết lại với mình, hứa nhường Thương châu và hẹn cùng tấn công Lư Long. Lý Bảo Thần bằng lòng, liên kết với Thừa Tự quay sang chống Chu Thao ở Lư Long, nhưng cuối cùng không thắng được, hai bên lui quân. Thấy Lý Bảo Thần lại liên minh với Điền Thừa Tự, nên sang năm 776, Đại Tông phải hạ chiếu xá tội cho Thừa Tự, phục quan tước.
Cùng năm đó, Lý Linh Diệu đang giữ chức Biện Tống lưu hậu và Lý Tăng Huệ nổi dậy, triều đình sai Lý Trung Thần và Mã Toại đem quân đánh dẹp, đánh bại quân của Linh Diệu một vài trận. Điền Thừa Tự lại sai Điền Duyện đến cứu Lý Linh Diệu, nhưng cũng thành công, Linh Diệu bị quân Đường bắt sống và bị giết.
Để trị tội Điền Thừa Tự giúp Lý Linh Diệu, Đại Tông sai bãi chức, Thừa Tự bèn thượng biểu tạ tội, Đại Tông cho phục nguyên chức. Từ năm 777 trên toàn cõi Trung Quốc xuất hiện các phiên trấn có thế lực lớn và đã bán li khai với triều đình
1. Tiết độ sứ Bình Lư Lý Chính Kỉ nắm 15 châu và 60.000 quân
2. Tiết độ sứ Ngụy Bác Điền Thừa Tự nắm 7 châu và 50.000 quân
3. Tiết độ sứ Thành Đức Lý Bảo Thần nắm 7 châu và 50.000 quân
4. Tiết độ sứ Sơn Nam Đông Đạo[40] Lương Sùng Nghĩa nắm 6 châu và 25.000 quân

### Việc triều chính
Từ khi Lý Phụ Quốc và Trình Nguyên Chấn bị loại trừ, Nguyên Tái trở thành tể tướng nắm quyền cao nhất, tỏ ra cực kì gian manh và xa xỉ. Sợ các quan đàn hặc mình với Đại Tông, Nguyên Tái tâu rằng mọi việc đại thần trình báo nên thông qua tể tướng rồi mới tâu lên hoàng thượng, nhưng Hình bộ thượng thư Nhan Chân Khanh phản đối, cuối cùng sự việc bị bãi bỏ. Do đó Nguyên Tái oán Chân Khanh, bèn vu tội rồi lưu đày Chân Khanh.
Trong lúc đó hoạn quan Ngư Triều Ân ngày càng được tin dùng, đến năm 766 đã leo đến chức Nội thị giám, cai quản Quốc tử giám. Trong khi Quách Tử Nghi vẫn được tín nhiệm. Sau khi Tử Nghi trở về từ trận thắng Chu Trí Quang, Đại Tông sai tể tướng Nguyên Tái, Vương Tấn và Ngư Triều Ân đến phủ ban rượu cho Tử Nghi, và ra lệnh cho đại thần phải tránh không nói đến tên ông.
Trong khi đó, Đại Tông cũng trở nên tin tưởng quá mực vào đạo Phật do ảnh hưởng của ba vị tể tướng Nguyên Tái, Vương Tấn và Đỗ Hồng Tiệm. Ông tin rằng nhờ Phật phù hộ mà nhà Đường thoát khỏi nguy cơ diệt vong sau loạn An Sử và cuộc nổi dậy của Bộc Cố Hoài Ân, nên càng tin vào đạo Phật, thường bố trí hơn 100 tăng vào cung cấm. Có vị tăng còn được phong tới chức Khanh giám và được phong Quốc công và được tự do ra vào cung. Các nhà sư cũng không phải chịu cực hình nào nếu phạm tội và chùa chiền được xây dựng khắp nỏi, ngôi chùa nào cũng giàu của cải. Bọn Nguyên Tái lúc nào cũng bàn về Đạo Phật và Đạo Phật trở thành tôn giáo có ảnh hưởng nhất khắp Trung Quốc bấy giờ. Năm 768, Đại Tông truy phong Kiến Ninh vương Lý Đàm là Thừa Thiên hoàng đế.
Ngư Triều Ân tỏ ra ganh ghét Quách Tử Nghi, vào năm 767, nhân khi Quách Tử Nghi cầm quân ở ngoài, Triều Ân đã sai thủ hạ đi đào mộ tổ tiên họ Quách. Đại Tông lo lắng Tử Nghi sẽ bất mãn làm phản nhưng Tử Nghi về triều bày tỏ lòng trung thành, Đại Tông khen ngợi Tử Nghi và không lo lắng nữa. Năm 769, tể tướng Đỗ Hồng Tiệm chết. Đại Tông phong Bùi Miện lên thay làm Đồng bình chương sự, nhưng cuối năm đó Bùi Miện cũng quy tiên.
Nguyên Tái căm thù Ngư Triều Ân, nên dùng tiền mua chuộc thủ hạ của Triều Ân là Hoàng Phụ Ôn và Chu Hạo để họ trở thành nội gián cho mình. Do đó những việc làm của Triều Ân bị Nguyên Tái nắm rõ. Trong khi Đại Tông chán ngán Ngư Triều Ân lộng quyền, bèn cùng Nguyên Tái tìm kế trừ đi. Sang tháng 4 năm 770, trong ngày tết hàn thực, Đại Tông thiết yến trong cung và mời Triều Ân tới dự. Khi Triều Ân đến, phục binh bố trí bên trong xông ra giết chết ông ta. Từ đây Nguyên Tái một mình nắm giữ triều chính và ngày càng lộng quyền. Nhiều đại thần bất bình, dâng sớ tố cáo lên Đại Tông nhưng đều bị Nguyên Tái chặn họng và hãm hại. Về phần Đại Tông cũng bắt đầu nghi ngờ Nguyên Tái nên bí mật có phòng bị.
Năm 775, ái thiếp của Đại Tông là Quý phi Độc Cô thị qua đời, ông vô cùng thương xót, hạ chiếu truy phong làm Trinh Ý hoàng hậu (贞懿皇后) và giữ thi thể lại trong cung, đến năm 778 mới cho an táng ở Trang Lăng.
Năm 777, do quá chán ngán Nguyên Tái cùng Vương Tấn lộng quyền, Đại Tông cùng cậu là Ngô Thấu lập mưu trừ khử. Sau có thư tố cáo Nguyên Tái và Vương Tấn có mưu đồ soán ngôi, Đại Tông lập tức ra lệnh bắt hai người lại, tống vào ngục rồi ép Nguyên Tái tự tận, lưu đày Vương Tấn, bổ nhiệm Dương Oản, Thường Cổn là tể tướng mới. Bè đảng của Nguyên Tái hầu hết bị lưu đày ra các châu. Đại Tông muốn dùng Dương Oản để cải cách chính trị và kinh tế, nhưng tiếc rằng đến tháng 8 năm 777, Dương Oản lại qua đời, tại vị mới khoảng ba tháng. Đại Tông thương tiếc, than rằng trời không muốn thấy cảnh thái bình mới lấy mất tướng hiền Dương Oản.
Tháng 2 năm 779, Điền Thừa Tự qua đời, cháu là Điền Duyệt tự xưng Ngụy Bác lưu hậu. Đại Tông quyết định công nhận Điền Duyệt. Không lâu sau Lý Trung Thần ở Hoài Tây bị bộ tướng Lý Hi Liệt chống lại, phải bỏ trốn đến Trường An. Đại Tông phong Lý Trung Thần làm tể tướng, và đồng ý cho Lý Hi Liệt làm Hoài Tây lưu hậu.
Ngày Quý Mão (3) tháng 5 (tức ngày 23 tháng 5), Đại Tông lâm bệnh nặng, đến ngày Tân Dậu (21) cùng tháng (tức ngày 10 tháng 6), ông hạ lệnh để Thái tử Lý Quát giám quốc. Cùng hôm đó, Đại Tông băng hà ở Tử Thần điện (紫宸殿). Hoàng thái tử Lý Quát đăng cơ, tức Đường Đức Tông, Tân Đế dâng thụy hiệu cho Đại Hành hoàng đế là Duệ Văn Hiếu Vũ hoàng đế (睿文孝武皇帝), an táng ở Nguyên lăng (元陵).

## Gia quyến
- Thân phụ: Đường Túc Tông Lý Hanh.
- Thân mẫu: Chương Kính hoàng hậu Ngô thị (章敬皇后吳氏, 713 - 730), người huyện Bộc Dương, Bộc Châu.
- Hậu phi:

1. Quảng Bình quận vương phi Thôi thị (廣平郡王妃崔氏), người An Bình, Bác Lăng, con gái của Bí thư giám Thôi Tuân (崔峋) và Hàn Quốc phu nhân Dương thị. Theo vai vế, Thôi phi là cháu gái của Dương Quý Phi. Phi có gia thế lớn, Hàn Quốc phu nhân là chị của Dương Quý phi nên có chỗ dựa vững chắc, khiến Thôi phi kiêu ngạo. Đường Huyền Tông thân tuyển Thôi phi cho Đại Tông khi còn là Quảng Bình vương, lễ nghi rất thịnh. Loạn An Sử xảy ra, gia cảnh thất thế. Khi Đại Tông thu phục Lưỡng Kinh, Thôi phi theo xa giá về kinh thì đột ngột qua đời. Sinh Thục vương Lý Khôi[45][46].
2. Duệ Chân hoàng hậu Thẩm thị (睿真皇后沈氏), người Ngô Hưng, mất tích trong loạn An Sử. Sinh Đường Đức Tông Lý Quát.
3. Trinh Ý hoàng hậu Độc Cô thị (贞懿皇后独孤氏, ? - 775), người Kinh Triệu. Nhập tiềm để được sủng ái, khi Đại Tông đăng cơ thì phong vị Quý phi. Khi mất, được đặt cách truy tặng Hoàng hậu. Sinh Hàn vương Lý Huýnh và Hoa Dương công chúa.
4. Cung vương Thái phi Mỗ thị (恭王太妃某氏).
5. Quý phi Thôi thị (贵妃崔氏), sinh Tề Quốc Chiêu Ý công chúa.
6. Chiêu nghi Trương Hồng Hồng (昭仪张红红), sơ phong Tài nhân, sau tặng Chiêu nghi. Sử thư không ghi chép, thông tin trong Nhạc Phủ tạp lục (乐府杂录).
7. Tài nhân Vương thị (才人王氏), nhân tuổi còn nhỏ, tứ cấp Đường Đại Tông trưởng tôn, tức Đường Thuận Tông Lý Tụng.

- Hoàng tử:

1. Phụng Tiết Quận vương → Lỗ vương → Ung vương → Hoàng Thái tử → Đường Đức Tông Lý Quát, mẹ là Duệ Chân hoàng hậu.
2. Trịnh vương → Chiêu Tĩnh Thái tử Lý Mạc [昭靖太子李邈; ? - 774], mẹ Thôi phi.
3. Triệu vương Lý Ti [召王李偲], tặng thái phó.
4. Quân vương Lý Hà [均王李遐], mẹ không rõ.
5. Mục vương Lý Thuật [睦王李述; ? - 791], mẹ không rõ.
6. Đan vương Lý Du [丹王李逾; ? - 817], mẹ không rõ.
7. Ân vương Lý Liên [恩王李連; ? - 814], mẹ không rõ.
8. Hàn vương Lý Quýnh [韓王李迥; 750 - 796], mẹ là Trinh Ý hoàng hậu.
9. Phu vương → Giản Vương Lý Cấu [簡王李遘; ? - 809], mẹ không rõ.
10. Ích vương Lý Nãi [益王李迺], mẹ không rõ.
11. Tùy vương Lý Tấn [隋王李迅; ? - 784], mẹ không rõ.
12. Kinh vương Lý Tuyển [荊王李選], mẹ không rõ.
13. Thục vương Lý Khôi [蜀王李傀; ? - 783] (mẹ là Thôi phi, được Đường Túc Tông nuôi làm con) → Lý Toại → Lý Tố.
14. Hãn vương Lý Tạo [忻王李造; ? - 811], mẹ không rõ.
15. Thiều vương Lý Xiêm [韶王李暹; ? - 796], mẹ không rõ..
16. Gia vương Lý Vận [嘉王李運; ? - 801], mẹ không rõ.
17. Đoan vương Lý Ngộ [端王李遇; ? - 791], mẹ không rõ.
18. Tuần vương Lý Duật [循王李遹], mẹ không rõ.
19. Cung vương Lý Thông [恭王李通], mẹ không rõ.
20. Nguyên vương Lý Quỳ [原王李逵; ? - 832], mẹ không rõ.
21. Nhã vương Lý Dật [雅王李逸; ? - 799], mẹ không rõ.

- Hoàng nữ[47]:

1. Linh Tiên công chúa (靈仙公主), mất sớm.
2. Chân Định công chúa (真定公主), mất sớm.
3. Vĩnh Thanh công chúa (永清公主), lấy Bùi Phảng (裴仿).
4. Tề Quốc Chiêu Ý công chúa (齊國昭懿公主), sơ phong Thăng Bình công chúa (昇平公主), mẹ là Thôi Quý phi. Hạ giá lấy Quách Ái (郭暧), con trai danh tướng Quách Tử Nghi. Bà có ba con trai và hai con gái. Con gái lớn của công chúa là Ý An hoàng hậu Quách thị, là đích thê của cháu chắt của cha bà Đường Đại Tông là Đường Hiến Tông Lý Thuần. Mất năm Nguyên Hòa thứ 5 (810), dưới thời con rể Đường Hiến Tông.
5. Hoa Dương công chúa (華暘公主), mẹ là Trinh Ý hoàng hậu, xuất gia làm đạo sĩ năm 772, hiệu là Quỳnh Hoa chân nhân (琼华真人).
6. Ngọc Thanh công chúa (玉清公主), mất sớm.
7. Gia Phong công chúa (嘉丰公主), lấy Cao Di (高怡), mất vào những năm Kiến Trung.
8. Trường Lâm công chúa (長林公主), lấy Thẩm Minh (沈明), mất vào khoảng năm Nguyên Hòa.
9. Thái Hòa công chúa (太和公主), mất sớm.
10. Triệu Quốc Trang Ý công chúa (趙國莊懿公主), sơ phong Vũ Thanh công chúa (武清公主), cải phong Gia Thành công chúa (嘉诚公主), lấy Điền Tự, mất năm Nguyên Hòa.
11. Ngọc Hư công chúa (玉虚公主), mất sớm.
12. Phổ Ninh công chúa (普寧公主), lấy Ngô Sĩ Quảng (吴士广).
13. Tấn Dương công chúa (晉暘公主), lấy Bùi Dịch (裴液), mất vào năm Đại Hòa.
14. Nghĩa Thanh công chúa (義清公主), lấy Liễu Cảo (柳杲).
15. Thọ Xương công chúa (寿昌公主), lấy Đậu Khắc Lương (窦克良), mất vào năm Trinh Nguyên.
16. Tân Đô công chúa (新都公主), lấy Điền Hoa (田华).
17. Tây Bình công chúa (西平公主), mất sớm.
18. Chương Ninh công chúa (章寧公主), mất sớm.
19. Nhạc An công chúa (樂安公主), lấy Trương Hỗ (张怙).
20. Vĩnh Lạc công chúa (永樂公主), mất sớm.